# Maria Clara do Haiti
Marie-Claire Heureuse Félicité ou Maria Clara do Haiti (1758-1858) foi a imperatriz-consorte do Haiti. 

## Biografia
Maria Clara nasceu em Léogâne em 1757, sendo filha de Bonheur Guillaume e Marie-Sainte Lobelot. Ela estudou com sua irmã, Elise, em Jacmel e em 21 de outubro de 1801, ela se casou com Jean-Jacques Dessalines , futuro imperador do Haiti. Após a coroação de seu marido em 1804 , ela se tornou uma imperatriz consorte com o nome de Maria Clara de Haiti. Em 1806 , a monarquia foi abolida e Dessalines assassinado. Em 1811, ela se tornou uma dama de honra da Rainha do Haiti, Dona Maria Luisa. Em 1820, a monarquia sucumbiu e María Clara passou a residir em Gonaïves, recebendo uma pensão de 1200 gourdes do governo republicano. Em 1849 , quando o império foi restabelecido, com Faustin Soulouque à frente, María Clara recebeu a admiração da Imperatriz Adelina, que a convidou para fazer parte de sua corte e coroação. Em 8 de agosto de 1858, a ex-imperatriz do Haiti morreu em Gonaives , com a idade de cem anos. 